# Álfröðull
Álfröðull (Alfrodul) ou a “glória-dos-elfos” é um termo e uma figura de linguagem comum na Mitologia nórdica. O termo é ambíguo, as vezes sendo referenciado como o cavaleiro e, ao mesmo tempo, a carruagem solar de Sol, puxado por dois cavalos, Arvak e Alsvid. A carruagem é perseguida pelo lobo Skoll. De acordo com a Mitologia nórdica, antes do Ragnarok, Sol dará à luz uma filha, a Deusa será comida pelo lobo mas a filha tomará seu lugar. O nome Asphodel é derivado desta palavra.
Texto a partir de Vafþrúðnismál:
Óðinn kvað:
"Hvaðan kemur sól
á hinn slétta himin,
þá er þessa hefur Fenrir farið?"
Vafþrúðnir kvað:
"Eina dóttur
ber Álfröðull,
áður hana Fenrir fari.
Sú skal ríða,
þá er regin deyja,
móður brautir mær."
Um tradução para o inglês moderno seria:
Odin spoke:
"From whence will come the sun
To span the skies,
When Fenrir has destroyed the girl?"
Vafþrúðnir spoke:
"A daughter born to Alfrodull,
Before the Fenris wolf destroys her.
The girl will ride her mother's paths
When the gods are slain."